# سفل ثري دي
سيفل ثري دي (بالإنجليزية: civil 3d)‏
برنامج مشتق من الاتوكاد مختص بإنشاء المدن والطرق، يدعم ال Building Information Modeling (BIM)

## وصلات خارجية
- موقع لشرح برامج اوتوديسك